# Tripoli (Libanon)
Tripoli (Arabisch: Taraboeloes) is een belangrijke plaats in het noordwesten van Libanon, aan de Middellandse Zee. De Griekse naam Tripolis (Τρίπολις) betekent letterlijk drie steden. De stad heeft ongeveer 500.000 inwoners. Het grootste deel van de bevolking is soennietisch moslim (ongeveer 80%), van wie een aanzienlijk deel behoort tot de strenge salafistische bewegingen. Er wonen ook alawieten in een wijk van de stad, terwijl de christelijke minderheid sinds 1985 sterk in aantal is gedaald door bloedbaden tijdens de Libanese burgeroorlog.

## Geschiedenis
Waarschijnlijk is de stad kort na 700 v.Chr. gesticht. Ze was enige tijd hoofdstad van de Fenicische confederatie van Tyrus, Sidon en Arados. Omdat handelaars afkomstig uit deze drie steden apart woonden in de jonge stad ontstond de naam Tri-polis, ofwel 'Drie steden'. In de loop van de volgende eeuwen werd de stad afwisselend bezet door Perzen, Grieken (Alexander de Grote), Romeinen (Pompeius), Arabieren en Seltsjoeken.
Van 1102 tot 1109 werd de stad belegerd door een leger van kruisridder Raymond IV van Toulouse. Dit Beleg van Tripoli eindigde op 12 juli 1109 met de val van de stad die vervolgens door de belegeraars werd geplunderd. Tripoli was nu een kruisvaarderstad en Raymond IV installeerde zich in citadel Mons Peregrinus. In de streek rond Tripoli werd het Graafschap Tripoli gevestigd, het kleinste en het laatst gestichte kruisvaarderstaat. Het viel voor twee derde onder gezag van Bertrand van Toulouse, terwijl de rest onder de Republiek Genua kwam.
Nadat de Mammelukken de Europeanen hadden verjaagd groeide de stad, oorspronkelijk aan de kust gelegen, aanzienlijk zodat ze later ook de Mons Peregrinus volledig omvatte.
Tijdens de Libanese Burgeroorlog belegerde in 1983 legereenheden van Syrië de stad om er de Palestijnse Bevrijdingsorganisatie (PLO) te verjagen.

## Sport
In Tripoli bevindt zich het Saida International Stadion.

## Vervoer
Tripoli ligt aan de internationale M51-route, van Kassab naar Naqoura. Langeafstandsbussen van Veolia Transport rijden op Beiroet.

## Bekende inwoners van Tripoli

### Geboren
- Alfons Jordaan van Toulouse (1103-1148), graaf van Toulouse en markgraaf van Provence
- Fawzi al-Qawuqji (1890-1977), Palestijns nationalist en strijder
- Rashid Karami (1921-1987), premier van Libanon
- Amin al-Hafez (1926-2009), politicus
- Najib Mikati (1955), politicus, ondernemer en premier van Libanon
- Fawaz Jneid (1964), imam (tot 2012 bij de Haagse salafistische As-Soennah moskee)

### Overleden
- Raymond IV van Toulouse (1041-1105), kruisvaarder en graaf van Tripoli
- Hugo I van Cyprus (1194-1218), koning van Cyprus

## Trivia
In Tripoli staat het beeld Byblos (2003) van de Belgische beeldhouwer Patrick Crombé.

## Galerij

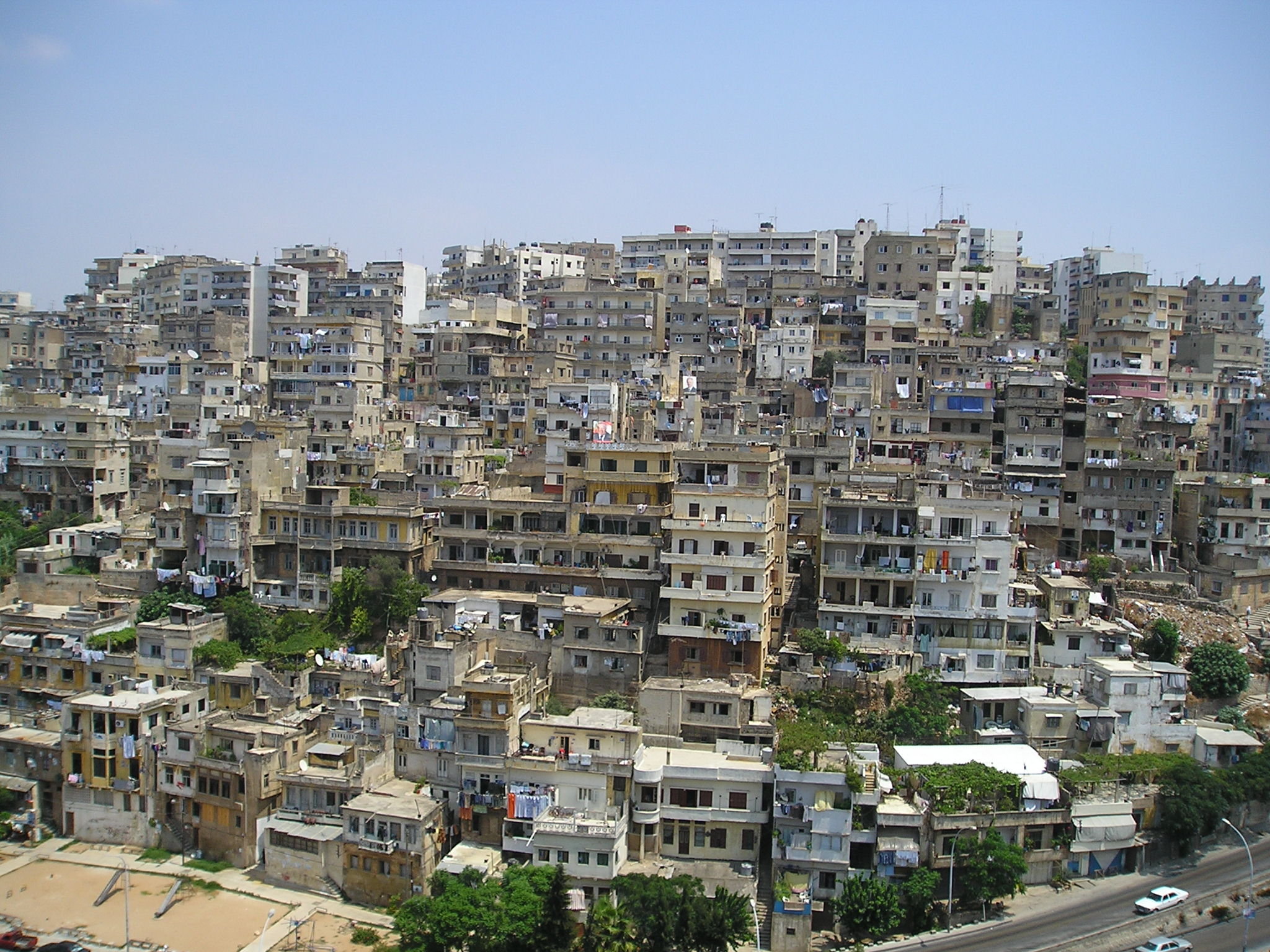
Stadsbeeld van het oostelijk deel van Tripoli
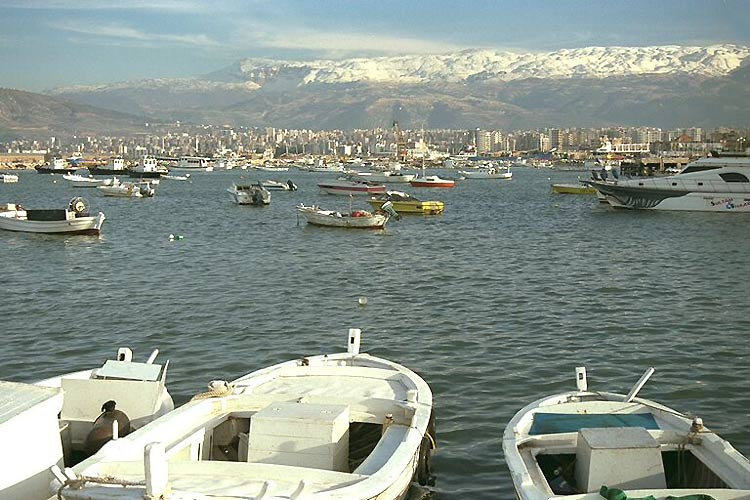
Tripoli gezien vanaf de zee
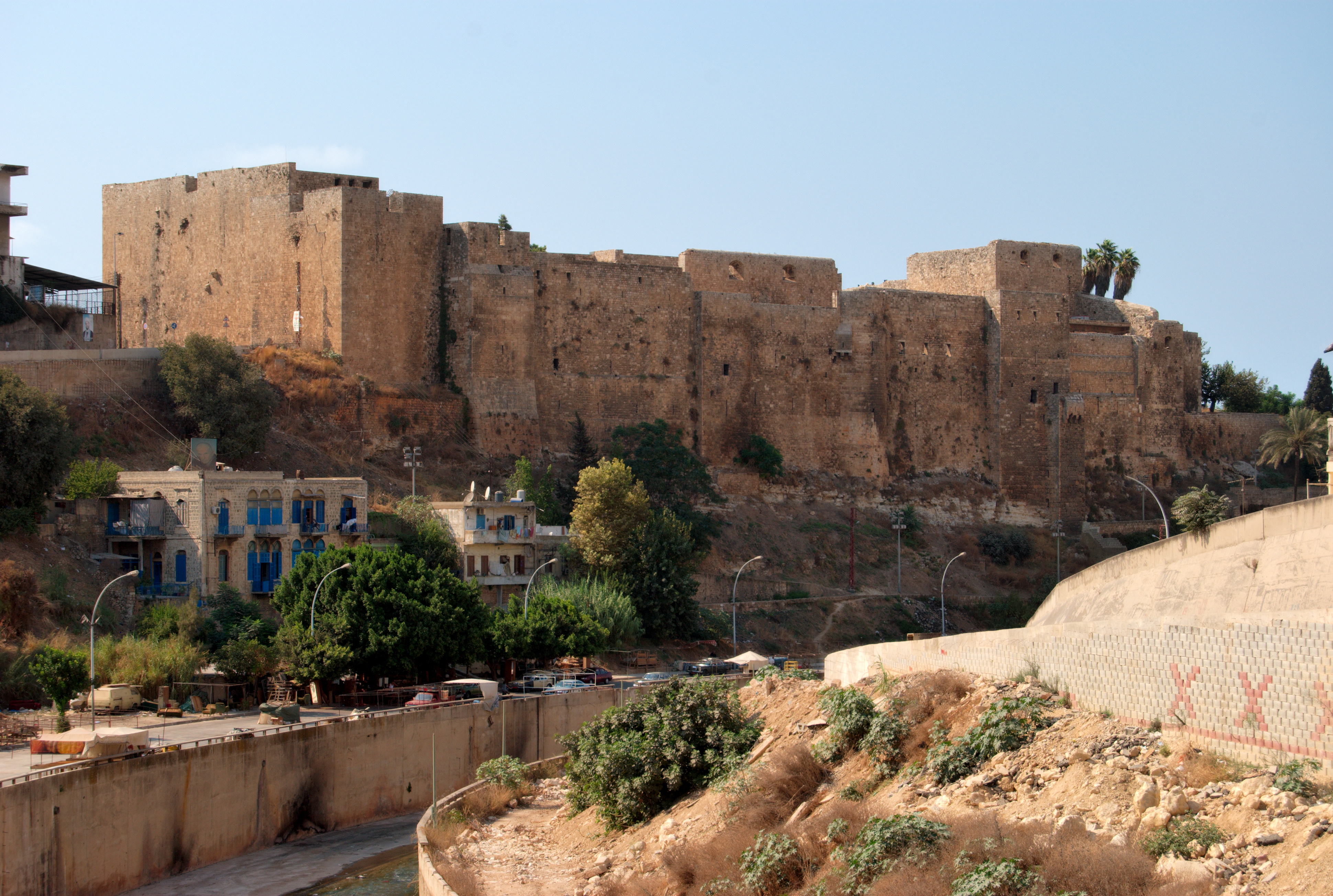
Citadel van Raymond de Saint-Gilles
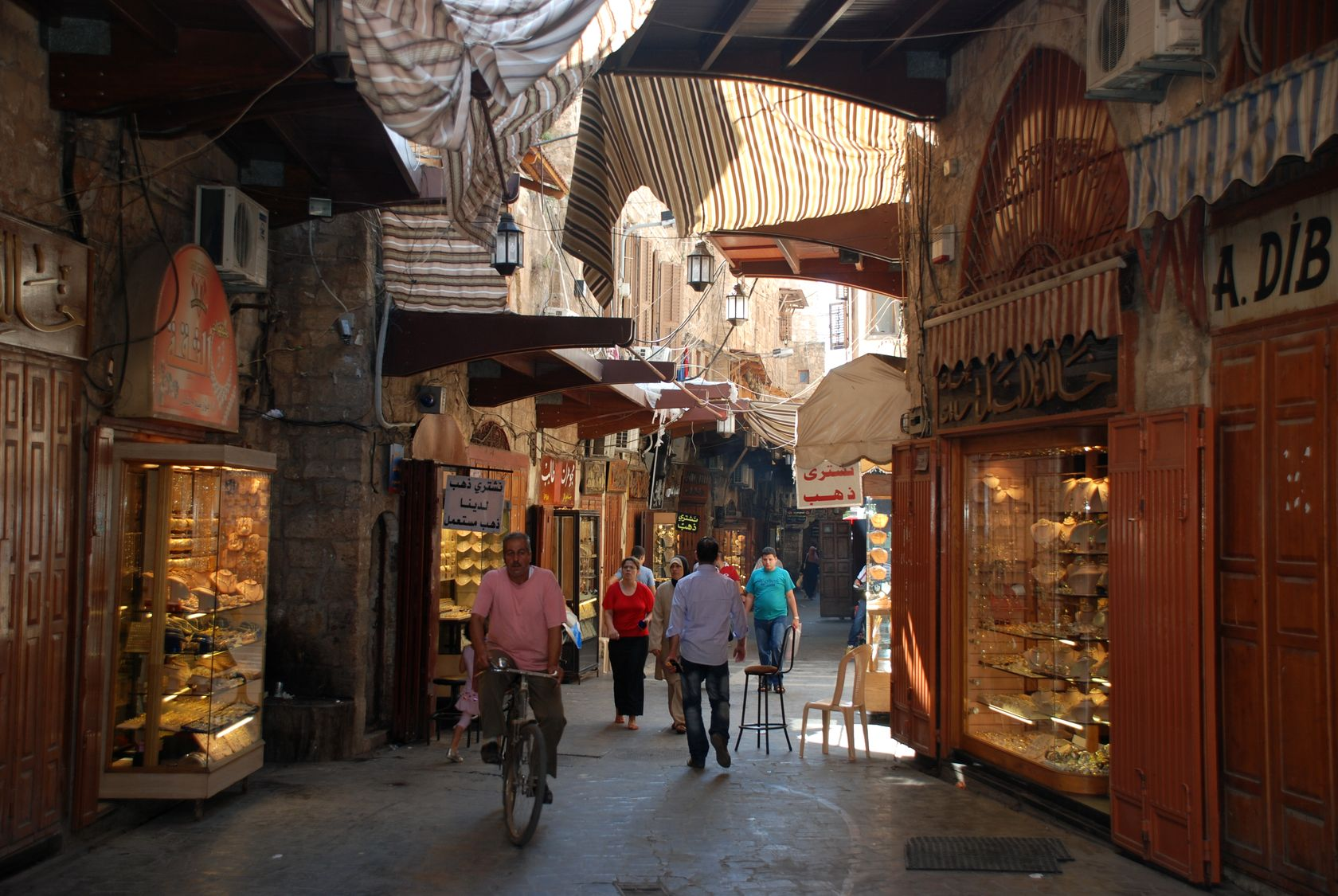
Souk